# Кістоун (Небраска)
Кістоун (англ. Keystone) — переписна місцевість (CDP) в США, в окрузі Кейт штату Небраска. Населення — 73 особи (2020).

## Географія
Кістоун розташований за координатами 41°13′7″ пн. ш. 101°35′3″ зх. д. / 41.21861° пн. ш. 101.58417° зх. д. (41.218740, -101.584122).  За даними Бюро перепису населення США в 2010 році переписна місцевість мала площу 0,52 км², уся площа — суходіл.

## Демографія
Згідно з переписом 2010 року, у переписній місцевості мешкало 59 осіб у 31 домогосподарстві у складі 17 родин. Густота населення становила 114 особи/км².  Було 48 помешкань (92/км²).
Расовий склад населення:
| - 100,0 % — білих |

До двох чи більше рас належало 0,0 %. Частка іспаномовних становила 3,4 % від усіх жителів.
За віковим діапазоном населення розподілялося таким чином: 15,3 % — особи молодші 18 років, 62,7 % — особи у віці 18—64 років, 22,0 % — особи у віці 65 років та старші. Медіана віку мешканця становила 51,2 року. На 100 осіб жіночої статі у переписній місцевості припадало 145,8 чоловіків;  на 100 жінок у віці від 18 років та старших — 127,3 чоловіків також старших 18 років.
Середній дохід на одне домашнє господарство  становив 64 923 долари США (медіана — 51 406), а середній дохід на одну сім'ю — 64 923 долари (медіана — 51 406). 
Цивільне працевлаштоване населення становило 56 осіб. Основні галузі зайнятості: будівництво — 41,1 %, освіта, охорона здоров'я та соціальна допомога — 28,6 %, роздрібна торгівля — 23,2 %.